# Birgit Rodhe
Birgit Karin Rodhe, född Grabe den 18 augusti 1915 i Stockholm, död 19 november 1998, var en svensk skolledare och politiker (Folkpartiet). Hon ingick 1940 äktenskap med Sten Rodhe.  
Efter studentexamen i Saltsjöbaden 1933 avlade Grabe filosofisk ämbetsexamen 1939. Under 1930-talet var hon medlem i det nationalistiska studentförbundet Det nya Sverige. Hon var generalsekreterare i Sveriges kristliga studentrörelse 1939–44, adjunkt vid högre allmänna läroverket i Karlstad 1950–55, vid Slottsstadens läroverk i Malmö 1955, Sankt Petri skola i Malmö från 1960, rektor vid kommunala flickskolan 1956 och biträdande skoldirektör i Malmö från 1963.
Rodhe var ledamot av Malmö stadsfullmäktige 1959–76, vice ordförande i skolstyrelsen och kommunalråd för undervisnings- och kulturroteln 1971–73, vice ordförande i museinämnden 1971–73, vice ordförande i biblioteksnämnden 1977–79 samt konsultativt statsråd (skolminister) 1978–79. Hon var ledamot av Ekumeniska nämnden från 1948 och vice ordförande i Sveriges högre flickskolors lärarförbund 1961–63. Hon var expert 1957 i års skolberedning, fackskoleutredningen och Skolöverstyrelsen.